# Tchalakli
Tchalakli (en macédonien Чалакли) est un village du sud-est de la Macédoine du Nord, situé dans la municipalité de Valandovo. Le village comptait 385 habitants en 2002.

## Démographie
Lors du recensement de 2002, le village comptait :
- Turcs : 381
- Serbes : 3
- Autres : 1